# 9584 Louchheim
9584 Louchheim eller 1990 OL4 är en asteroid i huvudbältet som upptäcktes den 25 juli 1990 av den amerikanske astronomen Henry E. Holt vid Palomarobservatoriet. Den är uppkallad efter Thomas Louchheim.